# Berner Chronik

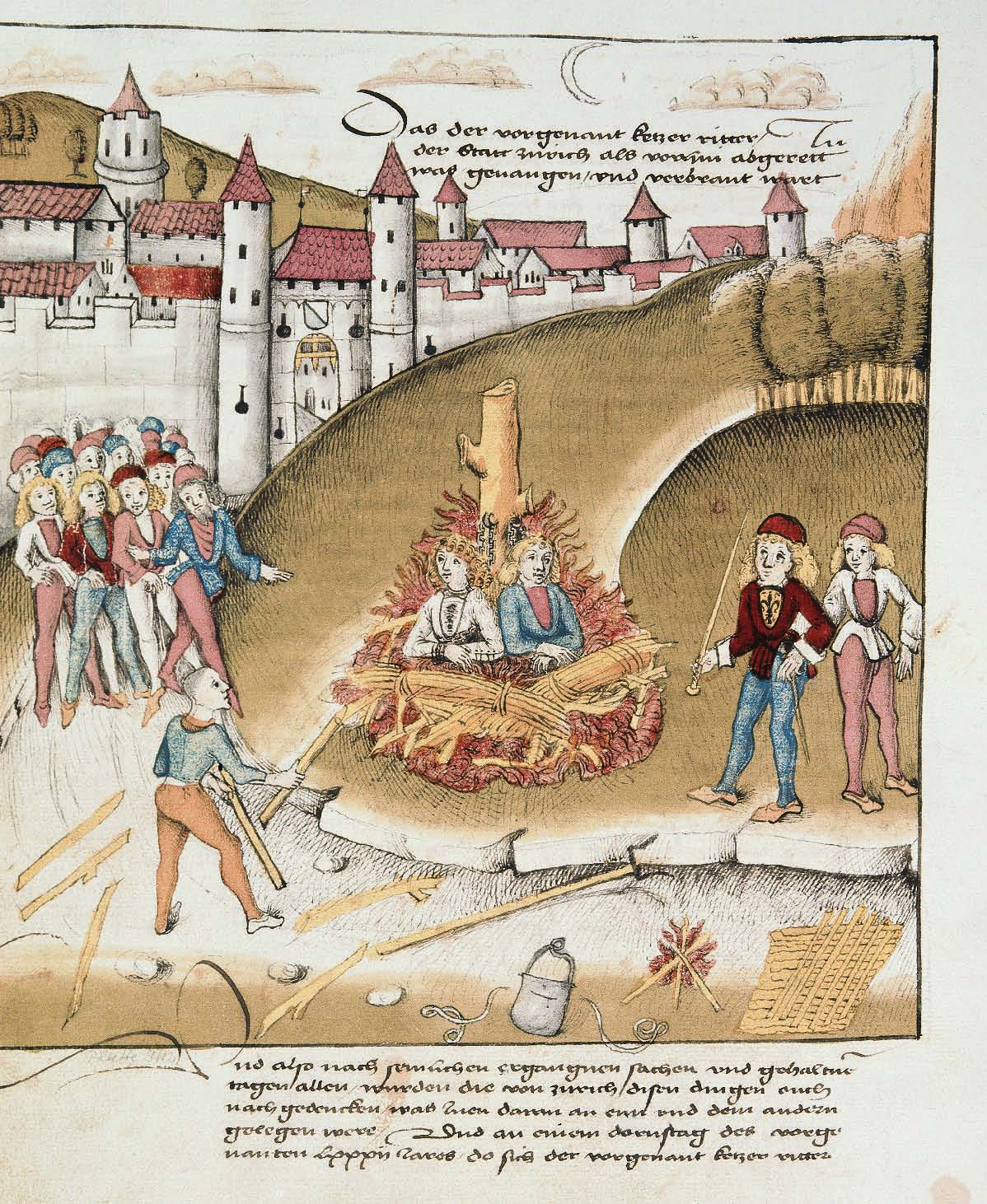
Homossexuais queimados vivos: O Cavaleiro de Hohenberg e seu amante, o Escudeiro de Zurique, sofrem a morte por serem identificados como sodomitas.

Berner Chronik ou Crônica de Berna (não existe tradução desta crônica ao português), também conhecida em língua alemã por Berner Schilling ou Amtliche Chronik, é uma crônica das Guerras Burgúndias (chamadas de Burgunden Kriegen em alemão) compilada por Diebold Schilling der Ältere (o Velho) e composta de acordo com a tradição dos cronistas ilustrativos suíços (palavra-chave para pesquisas em alemão: Schweizer Bilderchronik).
Em forma de um relatório comissionado, em um linguajar alemão decididamente regional e revelador de sua época, a crônica se auto-declara compreender (ipsis verbis),
"von dem anefange, als die stat Bern gestift ist, untz" até "uff den hüttigen tag"
("desde o início, quando a cidade de Berna é fundada, e" até "aos dias de hoje")
i.e no dia 31 de janeiro de 1474 pela chefia de serviço de Preboste (Schultheiß), representada por Adrian I. von Bubenberg e pelo conselho instituído da cidade de Berna.
Seguindo registros previamente empregados na crônica da cidade de Berna, escrita em 1420 por Konrad Justinger, e nos escritos de Hans Fründ e Bendicht Tschachtlan, Schilling escreveu até 1483 a crônica oficial da cidade de Berna (die Amtliche Chronik der Stadt Bern). Os dois primeiros tomos cobrem o tempo desde a fundação de Berna até 1468; o terceiro se dedica à Burgunderzeit ou época dos Burgúndios. Atualmente estas crônicas se encontram armazenadas na Burgerbibliothek Bern, chamada de biblioteca da burguesia, localizada em Berna.

O projeto ilustrado do terceiro tomo da crônica oficial de Schilling é conhecido por Grosse Burgunderchronik ou Grande Crônica dos Burgúndios. Atualmente (em 2013) ela se encontra depositada na biblioteca central da cidade de Zurique. 

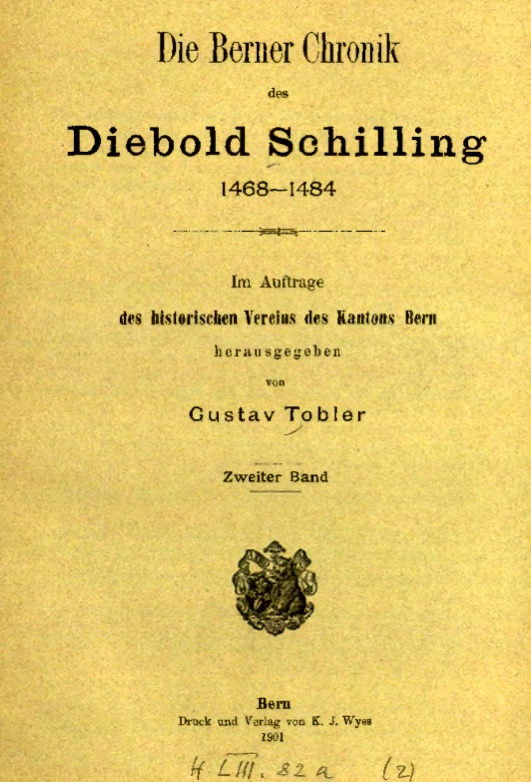
Berner Chronik ou crônica de Berna, editada por Gustav Tobler em 1901.

A crônica de Spiezer, no original chamada de Spiezer Chronik, surgiu após a Amtliche Chronik, e se trata de uma composição abreviada. Ao todo, ambos Berner e Spiezer Schilling contêm uma contagem muito além de mil ilustrações ao todo.
Gustav Tobler (1855–1921) publicou a Berner Chronik em 1901, comissionado pela associação dos cantões de Berna, ou pela Historischen Vereins des Kantons Bern.

## A homossexualidade retratada na Crônica de Berna
Uma das ilustrações da Crônica de Berna que se destaca na atualidade por sua raridade, por sua temática, e pela frequência de citações wikipédicas é a representação gráfica da queimada de um casal de homossexuais, enquanto os dois ainda estavam em vida, na fogueira inquisitorial. Este evento ocorreu no lado de fora das muralhas da cidade de Zurique, conforme detalhadamente registrado por Diebold Schilling na Crônica das guerras da Burgúndia ou Chronik der Burgunderkriege, Schweizer Bilderchronik, tomo 3 (Band 3), por volta de 1483, Biblioteca Central de Zurique. Sem indicar autoria da gravura, o cronista identifica os dois sodomitas condenados: Primeiro quem ele chama de Cavaleiro de Hohenberg (à primeira vista ficando impossível de se concluir à qual família nobre pertenceu este indivíduo, havendo a possibilidade de haver uma relação para com a notória e longa linha nobre dos Hohenberg do sudoeste da Alemanha, a qual teve seu início documentado no Século XIV), e o segundo, o amante do cavaleiro que é identificado simplesmente por Escudeiro de Zurique.